# John Moore (fotograaf)
John Moore (1967) is een Amerikaanse persfotograaf. Zijn werk is meerdere keren bekroond. Hij kreeg o.a. de Pulitzerprijs en de Robert Capa Gold Medal. Een foto die hij maakte van een klein meisje dat huilend toekijkt terwijl haar moeder wordt gefouilleerd door een agent van de Amerikaanse grenspolitie werd gekozen tot World Press Photo 2019. Deze foto werd wereldwijd bekend als een symbool van het Amerikaanse beleid om bij de grens aangehouden illegale immigranten van hun kinderen te scheiden.

## Biografie
Moore studeerde aan de Universiteit van Texas. In 1990 kwam hij in dienst van Associated Press. Hij woonde en werkte in onder andere Nicaragua, India, Zuid-Afrika, Mexico, Pakistan en Egypte. In 2005 werd hij senior staf-fotograaf en correspondent bij Getty Images.
In 2008 vestigde hij zich weer in de Verenigde Staten; een belangrijk thema in zijn werk is nu illegale immigratie. Hij maakte foto's langs de volle lengte van de grens tussen Mexico en de Verenigde Staten, en slaagde erin om in de VS opnames te maken van invallen door U.S. Immigration and Customs Enforcement en deportaties van illegale immigranten. Dit werk publiceerde hij in het boek Undocumented (2018).
Een foto die hij op 12 juni 2018 maakte van een klein Hondurees meisje dat huilend toekijkt terwijl haar moeder wordt gefouilleerd nadat ze door de Amerikaanse grenspolitie zijn gearresteerd bij een poging om illegaal de Mexicaans-Amerikaanse grens over te steken, ging na publicatie 'viral'. De foto werd gezien als een symbool van het omstreden Amerikaanse beleid om bij de grens aangehouden illegale immigranten van hun kinderen te scheiden. Het Witte Huis protesteerde daartegen omdat de moeder en het kind op de foto nooit van elkaar gescheiden waren. Moore had dat zelf ook niet gesuggereerd. De foto werd gekozen tot World Press Photo van het jaar 2019.

## Prijzen en onderscheidingen (selectie)
Het werk van Moore is meerdere malen bekroond:
- Hij kreeg in 2005 samen met zijn collega-fotografen van Associated Press de Pulitzerprijs in de categorie 'Breaking News Photography' voor hun werk tijdens de oorlog in Irak.[4]
- In 2007 kreeg hij de Robert Capa Gold Medal voor zijn foto's van de moord op de Pakistaanse minister-president Benazir Bhutto.[3]
- In 2008 werd hij door de Amerikaanse National Press Photographers Association uitgeroepen tot fotograaf van het jaar.[5]
- World Press Photo van het jaar 2019.